# Lahnî, Novi Sanjarî
Lahnî (în ucraineană Лахни) este un sat în comuna Malîi Kobeleaciok din raionul Novi Sanjarî, regiunea Poltava, Ucraina.

## Demografie
Componența lingvistică a localității Lahnî
     Ucraineană (95,65%)
     Rusă (4,35%)
Conform recensământului din 2001, majoritatea populației localității Lahnî era vorbitoare de ucraineană (95,65%), existând în minoritate și vorbitori de rusă (4,35%).